# Памукчии (Шуменская область)
Памукчии (болг. Памукчии) — село в Болгарии. Находится в Шуменской области, входит в общину Нови-Пазар. Население составляет 1 387 человек.

## Политическая ситуация
В местном кметстве Памукчии, в состав которого входит Памукчии, должность кмета (старосты) исполняет Кадир Ахмед Бодур (Движение за права и свободы (ДПС)) по результатам выборов правления кметства.
Кмет (мэр) общины Нови-Пазар — Васил Еленков Тонев (Болгарская социалистическая партия (БСП)) по результатам выборов в правление общины.